# ملاحة وتصويب ليلي بالأشعة تحت الحمراء

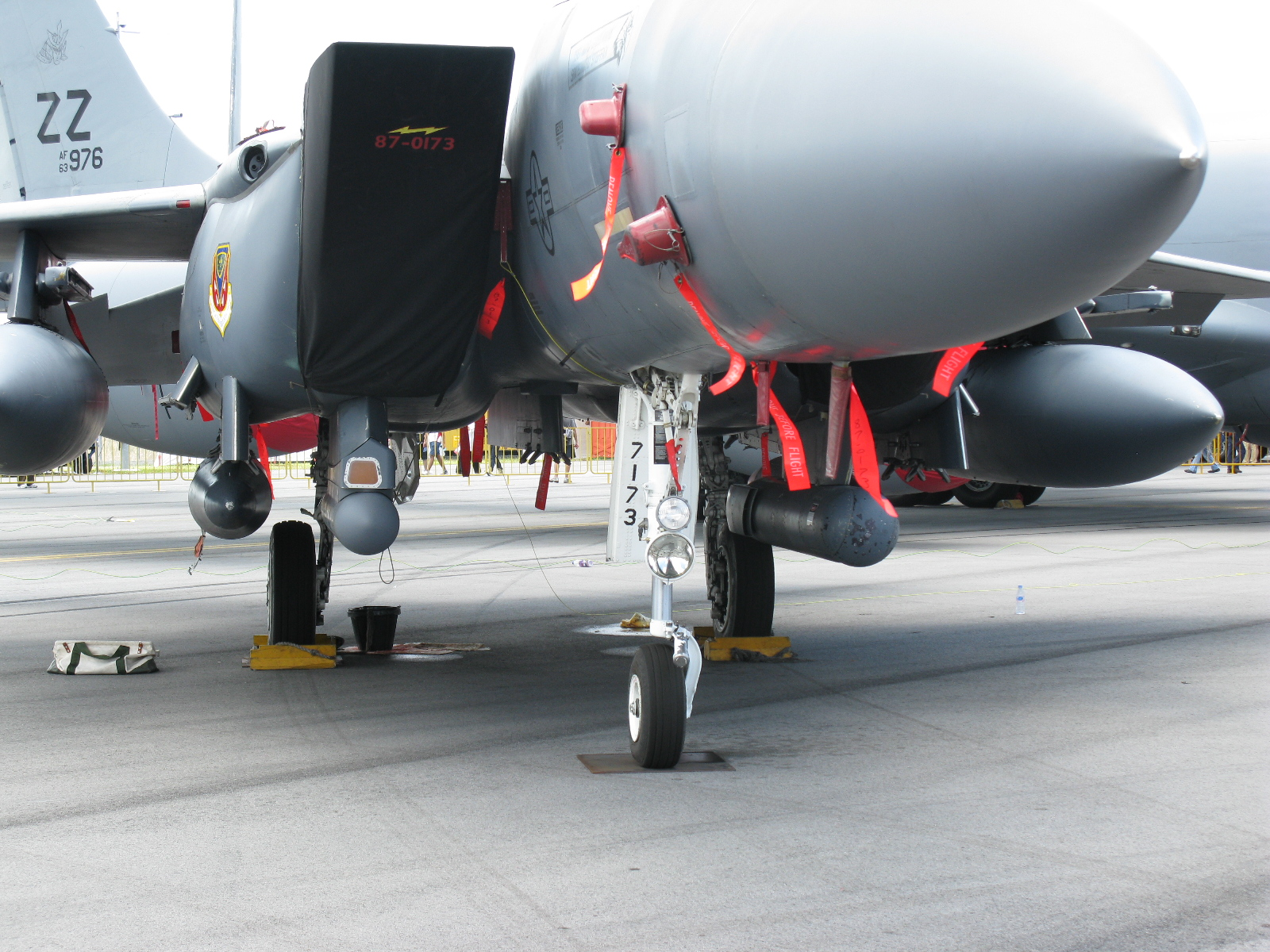
نظام (LANTIRN) مثبت تحت طائرة إف-15 إي سترايك إيغل ويظهر جراب الملاحة (AN/AAQ-13) إلى جراب استهداف والتصويب (AN/AAQ-14) إلى اليمين

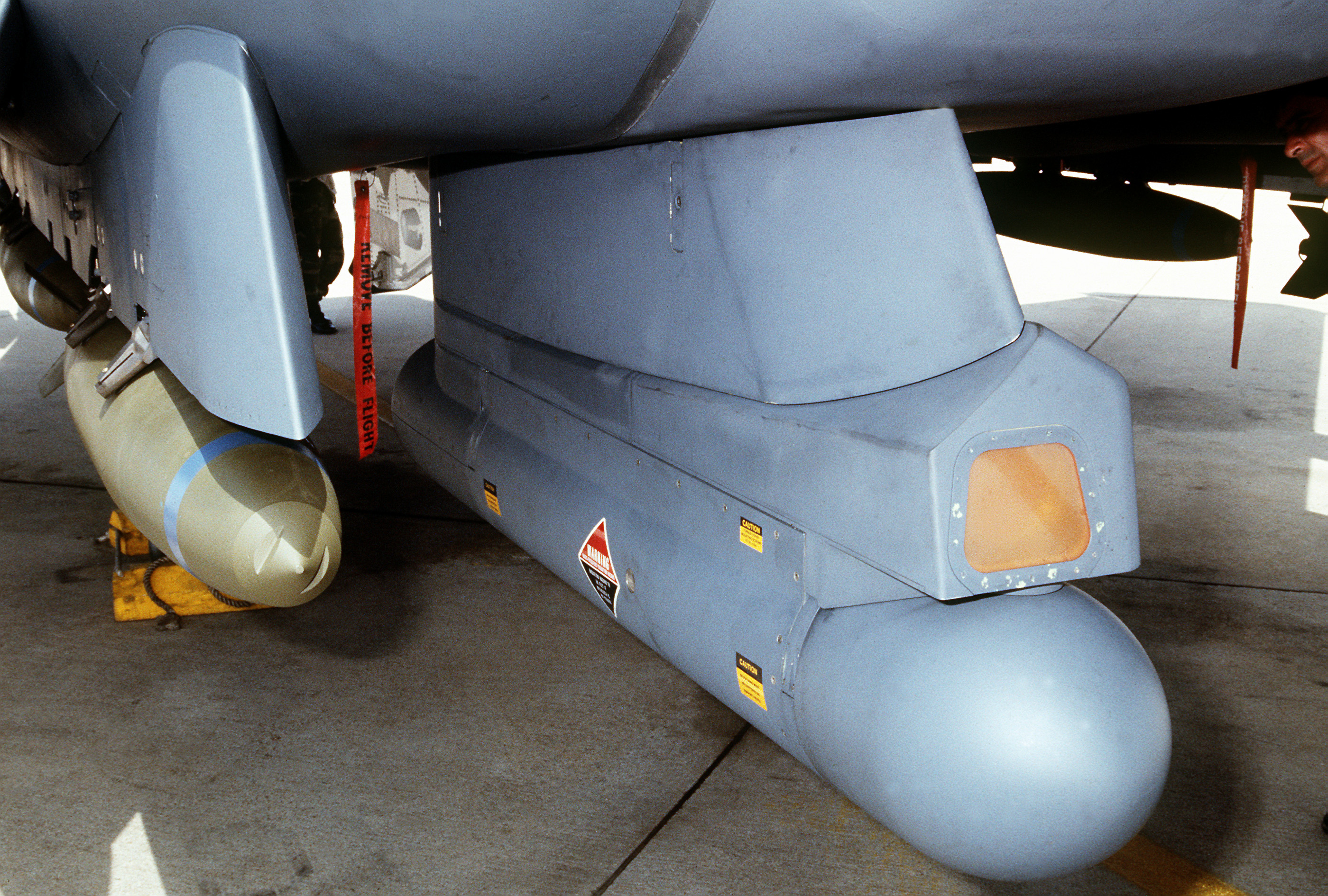
جراب الملاحة (AN/AAQ-13) لنظام (LANTIRN) على متن إف-15 إي سترايك إيغل

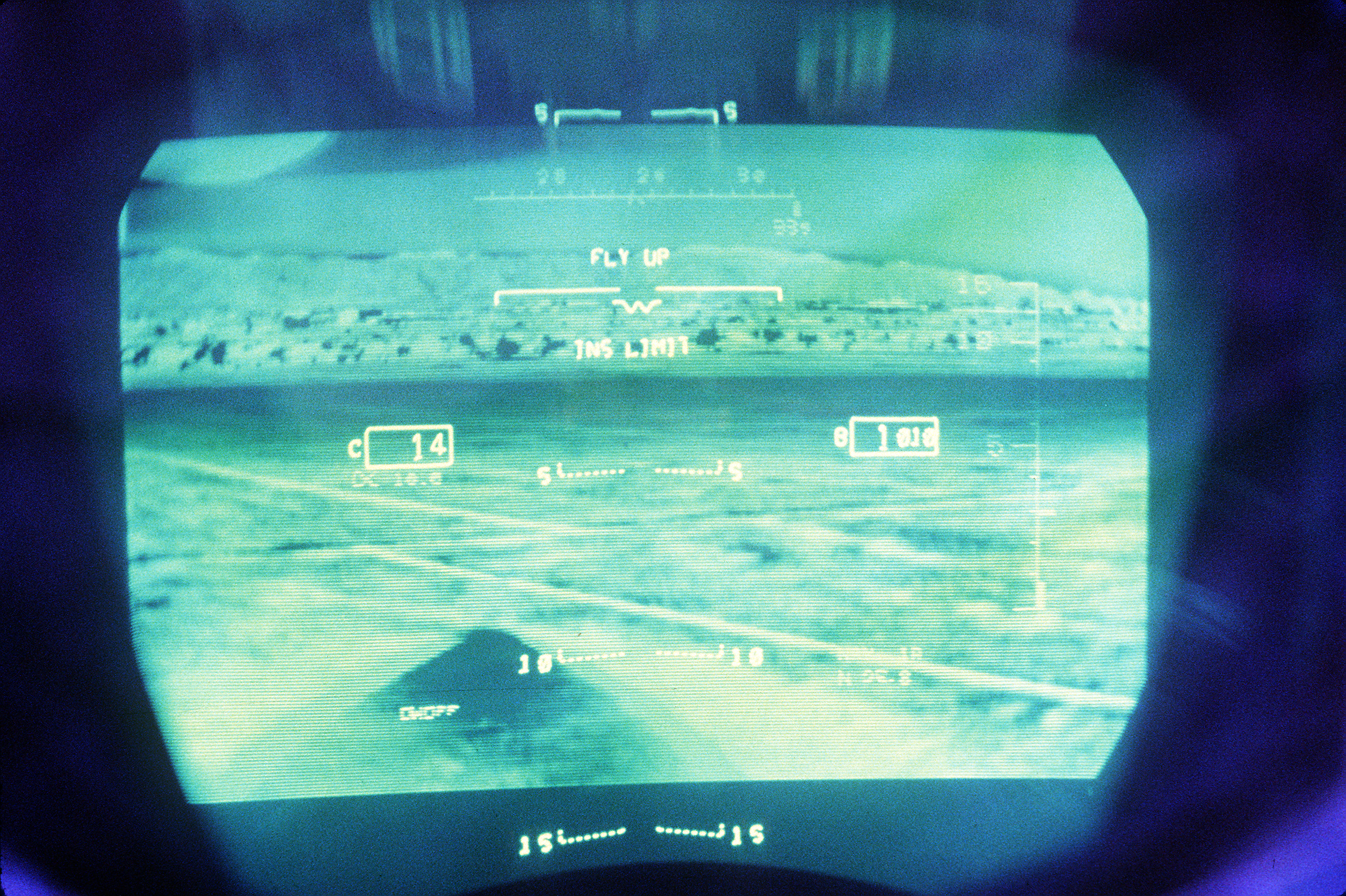
شاشة العرض الراسية تعرض صورة مأخوذة بالأشعة تحت الحمراء من جراب الملاحة (AN/AAQ-13) لنظام (LANTIRN) على متن إف-15 إي سترايك إيغل

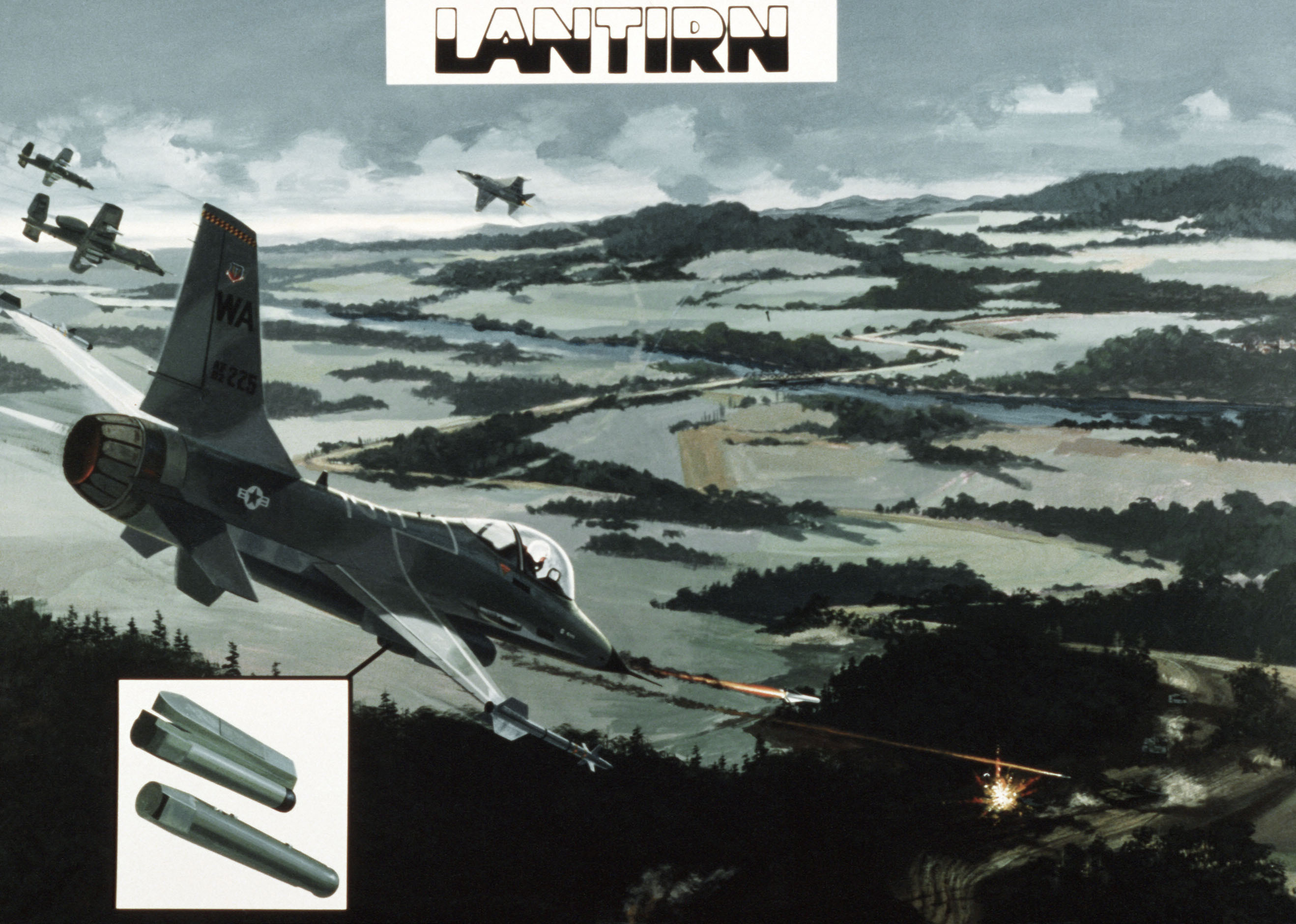
رسم تخيلي لمفهوم الملاحة الليلية على علو منخفض واستهداف بالأشعة تحت الحمراء لنظام (LANTIRN) سيناريو لمهاجمة مركبة مدرعة، 1982

ملاحة وتصويب ليلي بالأشعة تحت الحمراء (بالإنجليزية: Low Altitude Navigation and Targeting Infrared for Night)‏ والمعروف اختصارا بـ (LANTIRN): هو نظام للملاحة والرؤية الليلية باستخدام الأشعة تحت الحمراء، ويمكن الطائرة من الطيران على ارتفاعات منخفضة جدا في الليل وفي أي ظروف مناخية أو أحوال جوية سيئة، مع قدرة تصويب بدقة عالية عند مهاجمة الأهداف الأرضية، وذلك بواسطة مجموعة متنوعة من الأسلحة الموجهة وغير الموجهة.
ويجمع نظام (LANTIRN)، بين تقنتي التنقل والاستهداف، ويستخدام من قبل سلاح الجو الأميركي في الطائرات المقاتلة من طراز ماكدونيل دوغلاس إف-15 إي سترايك إيغل وطراز إف-16 فايتنغ فالكون (بلوك 40/42 في النماذج سي ودي)، ونظام (LANTIRN) يزيد بشكل كبير من الفعالية القتالية لهذه الطائرات، والسماح لهم بالطيران على ارتفاعات منخفضة، في الليل وفي الأحوال الجوية السيئة، لمهاجمة أهداف أرضية مع مجموعة متنوعة من الأسلحة الموجهة بدقة.
يعطي نظام (LANTIRN) طائرة ماكدونيل دوغلاس إف-15 إي سترايك إيغل دقة استثنائية عالية في اصابة الاهداف، ويمكنها من الطيران والتصويب في أصعب الظروف الجوية. ويتكون نظام (LANTIRN) من جرابين، جراب للملاحة وجراب أخر للاستهداف تثبت تحت بدن الطائرة الخارجي.